# Kontra K
Kontra K, pseudonimo di Maximilian Diehn (Berlino, 3 luglio 1987), è un rapper tedesco.

## Biografia
Originario di Berlino, è salito alla ribalta nel 2013, anno in cui è stato messo in commercio il secondo album in studio 12 Runden, che ha fatto il suo ingresso nella top ten delle Offizielle Deutsche Charts. I dischi Labyrinth, Gute Nacht, Erde & Knochen, Sie wollten Wasser doch kriegen Benzin e Aus dem Licht in den Schatten zurück si sono tutti e cinque collocati in vetta alla graduatoria nazionale, ottenendo la certificazione d'oro per aver venduto 100 000 unità ciascuno a livello nazionale.
Nell'arco di tre anni ha ottenuto dodici entrate in top ten nella hit parade tedesca. La Bundesverband Musikindustrie ha inoltre certificato 3 000 000 unità dei suoi brani, corrispondenti a tredici dischi d'oro e uno di platino.

## Discografia

### Album in studio
- 2012 – Mach keine chromen Dinga (con Skinny Al e Fatal)
- 2013 – 12 Runden
- 2015 – Aus dem Schatten ins Licht
- 2016 – Labyrinth
- 2017 – Gute Nacht
- 2018 – Erde & Knochen
- 2019 – Sie wollten Wasser doch kriegen Benzin
- 2020 – Vollmond
- 2021 – Aus dem Licht in den Schatten zurück
- 2022 – Für den Himmel durch die Hölle
- 2023 – Die Hoffnung klaut mir niemand

### EP
- 2014 – Wölfe
- 2015 – Atme den Regen

### Singoli
- 2010 – Ein Herz aus Chrom (con Skinny Al)
- 2014 – Wölfe Ansager
- 2016 – Wie könnt ich
- 2016 – An deiner Seite
- 2016 – Ikarus
- 2017 – Soldaten 2.0
- 2019 – Himmel grau (con Luciano)
- 2021 – Diese eine Melodie
- 2021 – Big Bad Wolf (feat. Baci)
- 2021 – Asphalt & Tennissocken
- 2021 – Wenn das Schicksal trifft
- 2021 – An meinem schlechtesten Tag (feat. Samra)
- 2021 – Schiessen (con Veysel)
- 2021 – Mbappé (con Capital Bra e Farid Bang)
- 2022 – Meow (con Ėldžej)
- 2022 – Avantgarde (con Brudi030 e Samra)
- 2022 – Runaway (con Ramil' e Rompasso)
- 2022 – Social Media
- 2022 – Stop Wars (con Capital Bra e Kalazh44)
- 2022 – Für den Himmel durch die Hölle
- 2022 – Gib mir kein' Grund
- 2022 – Follow (feat. Leony & Sido)
- 2022 – Adam & Eva
- 2022 – Spät nach Haus (con The Cratez e Sido feat. Montez)
- 2023 – Dieses eine Mal (con Sido e AK Ausserkontrolle)
- 2023 – Rosenwasser (con KC Rebell)
- 2023 – Der letzte Tag
- 2023 – Wenn du mich vergisst (con Mark Foster)
- 2023 – Was echtes
- 2023 – Like Woo
- 2023 – Weiche Kissen (con Clueso)
- 2023 – Die Sonne (con Santos)
- 2024 – Liebe ist ein Dieb
- 2024 – Sekundentakt (con Montez)
- 2024 – Warschau Freestyle
- 2025 – 2 Meter tiefer
- 2025 – Boncuk
- 2025 – Geboren um zu leben (con Ness)
- 2025 – Keine Helden (con SDP)
- 2025 – Kawasaki

### Collaborazioni
- 2017 – Freunde (Twin feat. Kontra K & Samson Jones)
- 2017 – Ich lass die Jungs nicht allein (Fatal & Rico feat. Kontra K)
- 2018 – I Like It (Kontra and AK Ausserkontrolle Remix) (Cardi B feat. Kontra K & AK Ausserkontrolle)
- 2019 – Caliente (Sleiman feat. Kontra K)
- 2019 – Was dann (Joshi Mizu feat. Kontra K)